# Saxifraga consanguinea
Saxifraga consanguinea es una especie de planta dicotiledónea del género Saxifraga de la familia Saxifragaceae.

## Historia
Fue descrita científicamente por primera vez por William Wright Smith.